# (4620) Bickley
(4620) Bickley (1978 OK) – planetoida z grupy pasa głównego asteroid okrążająca Słońce w ciągu 3,49 lat w średniej odległości 2,3 j.a. Odkryta 28 lipca 1978 roku.